# Judô nos Jogos Asiáticos de Artes Marciais de 2009
As competições de judô nos Jogos Asiáticos de Artes Marciais de 2009 ocorreram entre 2 e 3 de agosto. Quatorze eventos foram disputados.

## Calendário
| Agosto | 1 | 2 | 3 | 4 | 5 | 6 | 7 | 8 | 9 | Finais |
| ------ | - | - | - | - | - | - | - | - | - | ------ |
| Judô   |   | 8 | 6 |   |   |   |   |   |   | 14     |

## Quadro de medalhas
| Ordem | País          | Medalha de ouro | Medalha de prata | Medalha de bronze |    |
| ----- | ------------- | --------------- | ---------------- | ----------------- | -- |
| 1     | Coreia do Sul | 5               | 2                | 1                 | 8  |
| 2     | Japão         | 5               | 1                | 1                 | 7  |
| 3     | Cazaquistão   | 3               | 2                | 1                 | 6  |
| 4     | Indonésia     | 1               | 1                |                   | 2  |
| 5     | Tailândia     |                 | 2                | 3                 | 5  |
| 6     | Mongólia      |                 | 2                |                   | 2  |
| 7     | Taipé Chinesa |                 | 1                | 5                 | 6  |
| 7     | Índia         |                 | 1                | 5                 | 6  |
| 9     | Uzbequistão   |                 | 1                | 3                 | 4  |
| 10    | Vietname      |                 | 1                | 1                 | 2  |
| 11    | Laos          |                 |                  | 2                 | 2  |
| 12    | Brunei        |                 |                  | 1                 | 1  |
| 12    | Kuwait        |                 |                  | 1                 | 1  |
| 12    | Filipinas     |                 |                  | 1                 | 1  |
| 12    | Catar         |                 |                  | 1                 | 1  |
| TOTAL | TOTAL         | 14              | 14               | 26                | 54 |

## Medalhistas
| Evento                                               | Ouro                                 | Prata                                 | Bronze                                                             |
| Até 60 kg masculino (detalhes[ligação inativa])      | JPN Japão Daisuke Asano              | MGL Mongólia Davaadorjiin Tumurkhuleg | KAZ Cazaquistão Kanat Baimbetov KOR Coreia do Sul Kim Ki-Yong      |
| Até 66 kg masculino (detalhes[ligação inativa])      | JPN Japão Yuki Hayano                | MGL Mongólia Dulguun Davaasuren       | TPE Taipé Chinês Ho Yu-Chieh VIE Vietnã Nguyen Quoc Hung           |
| Até 73 kg masculino (detalhes[ligação inativa])      | KOR Coreia do Sul Bang Gui-Man       | TPE Taipé Chinês Huang Chun-Ta        | IND Índia Ramashrey Yadav JPN Japão Shinji Kanaoka                 |
| Até 81 kg masculino (detalhes[ligação inativa])      | KOR Coreia do Sul Song Dae-Nam       | KAZ Cazaquistão Duman Aldiyev         | TPE Taipé Chinês Wu Chen-Ying QAT Catar Waleed Hanfi               |
| Até 90 kg masculino (detalhes[ligação inativa])      | KOR Coreia do Sul Kwon Young-Woo     | JPN Japão Shun Saito                  | UZB Uzbequistão Khurshid Nabiev KUW Kuwait Ghanam Al-Dikan         |
| Até 100 kg masculino (detalhes[ligação inativa])     | INA Indonésia Krisna Bayu            | IND Índia Anil Kumar                  | BRN Bahrein Khaled Al-Araifi THA Tailândia Atit Puangwichean       |
| Mais de 100 kg masculino (detalhes[ligação inativa]) | KAZ Cazaquistão Yerzhan Shynkeyev    | THA Tailândia Panupong Prothien       | LAO Laos Sengsouly Manivong UZB Uzbequistão Utkur Salyamov         |
| Até 48 kg feminino (detalhes[ligação inativa])       | KOR Coreia do Sul Chung Jung-Yeon    | VIE Vietnã Van Ngoc Tu                | TPE Taipé Chinês Hsieh Pei-Ling IND Índia Khumujam Tombi Devi      |
| Até 52 kg feminino (detalhes[ligação inativa])       | KAZ Cazaquistão Lenariya Mingazova   | INA Indonésia Yuliati                 | IND Índia Thoudam Kalpana Devi TPE Taipé Chinês Lien Pei-Ju        |
| Até 57 kg feminino (detalhes[ligação inativa])       | JPN Japão Chie Iwata                 | KAZ Cazaquistão Alina Ten             | LAO Laos Chipchinda Bonhphaaksone IND Índia Laishram Nirupama Devi |
| Até 63 kg feminino (detalhes[ligação inativa])       | JPN Japão Rina Kozawa                | UZB Uzbequistão Iroda Abdurahmanova   | IND Índia Julaluk Yea-On IND Índia Garima Chaudhry                 |
| Até 70 kg feminino (detalhes[ligação inativa])       | KAZ Cazaquistão Albina Amangeldiyeva | KOR Coreia do Sul Hwang Ye-Sul        | TPE Taipé Chinês Han I-Pin PHI Filipinas Karen Soloman             |
| Até 78 kg feminino (detalhes[ligação inativa])       | KOR Coreia do Sul Jeong Gyeong-Mi    | THA Tailândia Arreewan Chansri        | Nenhuma                                                            |
| Mais de 78 kg feminino (detalhes[ligação inativa])   | JPN Japão Kanae Yamabe               | KOR Coreia do Sul Kim Na-young        | THA Tailândia Niramon Protaeng UZB Uzbequistão Mariya Shekerova    |